# یواس‌ان‌اس ریچارد جی متیسن (تی-ای‌اوتی-۱۱۲۴)
یواس‌ان‌اس ریچارد جی متیسن (تی-ای‌اوتی-۱۱۲۴) (به انگلیسی: USNS Richard G. Matthiesen (T-AOT-1124)) یک کشتی بود که طول آن ۶۱۷ فوت ۲ اینچ (۱۸۸ متر) بود. این کشتی  در سال ۱۹۸۶ ساخته شد.